# Lundashi
Lundashi – miasto w południowej Zambii, w Prowincji Luapula. Według danych szacunkowych na rok 2010 liczyło 6411 mieszkańców zamieszkujących powierzchnie 205 km².